# Frequenzmanagement
Frequenzmanagement (englisch Frequency Management) gliedert sich in die drei Bereiche Frequenzplanung/-politik, Frequenzverfügbarkeit (technisch/administrative Unterstützung) und Frequenzkoordinierung. Während Frequenzplanung/-politik auf entsprechender hoher Ebene betrieben wird (wie die BNetzA als Frequenzverwaltung für den zivilen Bereich und NARFA DEU für den militärischen Bereich der Bundesrepublik Deutschland), findet Frequenzkoordinierung auf jeder Ebene bis zu möglichst niedriger Ebene statt. Dies bedeutet z. B. im militärischen Umfeld ggf. auf Ebene einer Kompanie, in zivilen Unternehmen innerhalb einer Anlage oder Zweigniederlassung.
Die Aufgabe der Bundesnetzagentur, sowie die der NARFA  ist, durch ein effizientes Frequenzmanagement dafür zu sorgen, dass jedem Nutzer seine ihm zugeteilte Frequenz auch störungsfrei zur Verfügung steht. Als Grundlage dient das Telekommunikationsgesetz (TKG). Daraus leiten sich verschiedene Verordnungen über die Zuweisung und die Nutzung von Frequenzen ab.
Für die technisch/administrative Unterstützung stehen verschiedene Programme und Werkzeuge bereit um beantragte, verfügbare und zugewiesene Frequenzen in Datenbanken zu erfassen, Ausbreitungsbedingungen zu überprüfen oder die geforderten Elektromagnetische Verträglichkeit sicherzustellen. Für die Beschaffung von Systemen, die unter Nutzung von Spektrum (i. S. Funkfrequenzen) betrieben oder bedient/gesteuert werden, ist die Beteiligung des Frequenzmanagements zwingend erforderlich um spätere Umrüstungen oder gar Nutzungsverbote zu vermeiden. Wird in einer Organisation häufig mit Nutzung des Spektrums gearbeitet so werden i. d. R. hauptamtliche Frequenzmanager eingesetzt um o. a. Aufgaben wahrzunehmen.

## Einzelbelege
1. ↑   NARFA (National Radio Frequency Authority): TDL - Tactical Data Links / Mission Principles and Procedures, Tactical Air Command and Control Training Section 23, Seite 10–13, Vers. 2010